# Henri Desgrange
Henri Desgrange (Parigi, 31 gennaio 1865 – Beauvallon, 16 agosto 1940) è stato un pistard e giornalista francese.

## Carriera
Durante la carriera sportiva fissò ben 12 record mondiali di ciclismo su pista, compreso il record dell'ora l'11 maggio 1893 con 35,325 chilometri. È inoltre considerato l'ideatore del Tour de France, nato nel 1903. Dopo aver fondato il quotidiano sportivo L'Auto, portò avanti la proposta di uno dei suoi giornalisti, Géo Lefèvre, di promuovere un giro ciclistico della Francia per diffondere il giornale, che non navigava in buone acque. La competizione fu annunciata il 19 gennaio 1903, ma Desgrange non la seguì, temendo non avesse successo, inviando invece Lefèvre al seguito della corsa.
(Henri Desgrange su L'Équipe, 1902)